# Barbara Liskov
Barbara Liskov née Huberman (née le 7 novembre 1939 à Los Angeles) est une informaticienne américaine.
Barbara Liskov a mené de nombreux projets importants, parmi lesquels la conception et l'implémentation du langage CLU, le premier langage de programmation à supporter l'abstraction de données Argus, le premier langage de haut niveau à supporter l'implémentation de programmes distribués, et Thor, un système de base de données orienté objet. Avec Jeannette Wing, elle développa une définition particulière du sous-typage, connue sous le nom de principe de substitution de Liskov.
Barbara Liskov a reçu en 2004 la médaille John von Neumann pour « ses contributions fondamentales aux langages de programmation, à la méthodologie de la programmation et aux systèmes distribués » et le Prix Turing en 2008.

## Biographie et carrière
Barbara Jane Huberman est née en Californie en 1939 ; elle est l'aînée des quatre enfants de Jane (née Dickhoff) et Moses Huberman. 
Elle a étudié à l'université de Californie à Berkeley, où elle a obtenu en 1961 son diplôme de mathématiques Bachelor of Arts. Elle postule pour un doctorat en mathématiques auprès des universités de Berkeley et Princetown, bien que Princeton n'accepte pas les femmes à cette époque. Elle est acceptée à Berkeley, mais finalement, elle change d'option, et part travailler pendant une année chez MITRE à Boston, où elle commence à faire de la programmation. Elle rejoint ensuite Harvard où elle exerce, toujours en tant que programmatrice, sur la traduction de langages. Elle décide ensuite de reprendre ses études. Acceptée à Stanford, elle travaille avec John McCarthy sur l'intelligence artificielle. En 1968, elle devient l'une des premières américaines à recevoir un doctorat d'informatique délivré par l'Université Stanford, 
Son sujet de thèse de doctorat était la programmation des fins de partie au jeu d'échecs.
Elle épouse en 1970 Nathan Liskov, et leur fils Moses Liskov nait en 1975.
Barbara Liskov a conduit de nombreux projets, comme le système d’exploitation Vénus, la conception et la mise en œuvre du langage CLU ; Argus, le premier langage de haut niveau à supporter la mise en œuvre de programmes distribués et destiné à démontrer la technique de promise pipelining (traitement par paquets de promesses) ; et le système Thor, base de données orientée objet.
Avec Jeannette Wing, elle a développé une définition particulière de  sous-typage, communément connue comme le principe de substitution de Liskov.
Elle dirige le groupe de méthodologie de programmation au MIT, avec un accent porté sur la tolérance aux pannes byzantines et sur le calcul distribué.

## Livres
- Barbara Liskov et  John V. Guttag, La maîtrise du développement du logiciel : abstraction et spécification, Paris, Les éditions d'Organisation, 1990, 614 p.  (ISBN 2-7081-0904-9)

## Distinctions
- 2010 : Docteure honoris causa de l'Université Brown [6]